# La Folle Équipée
Pour plus de détails, voir Fiche technique et Distribution.
La Folle Équipée (Help Wanted-Male) est un film muet américain réalisé et interprété par Henry King, sorti en 1920.

## Synopsis
Leona Stafford reçoit un héritage de 1.000 $ qu'elle investit dans un projet pour trouver un riche mari. Après s'être acheté une nouvelle garde-robe, Leona se rend dans un hôtel à la mode où elle se fait passer pour une veuve au passé mystérieux. Elle éveille les soupçons du concierge de l'hôtel, qui prend des cours par correspondance pour être détective privé, et qui croit qu'elle a enlevé le Capitaine Cromwell, un riche aviateur qui a disparu depuis quelques jours. Désespérée, Leona demande l'aide de Tubbs, qu'elle croit être un vagabond désœuvré. Tubbs gagne son amour avant d'avouer être l'aviateur disparu, aveu qui permet à Leona de soupirer de soulagement car sa recherche d'un riche mari est terminée.

## Fiche technique
- Titre original : Help Wanted-Male
- Titre français : La Folle Équipée
- Réalisation : Henry King
- Scénario : George H. Plympton
- Photographie : George H. Plympton
- Montage : K. E. Anderson
- Production : Jesse D. Hampton
- Société de production : Jesse D. Hampton Productions
- Société de distribution : Pathé Exchange (États-Unis), Agence Générale Cinématographique (France)
- Pays de production :  États-Unis
- Langue : anglais
- Format : noir et blanc - 35 mm - 1,37:1 - muet
- Genre : comédie
- Durée : 60 minutes (6 bobines)
- Dates de sortie :
- États-Unis : 26 septembre 1920
- France : 24 mars 1922[2]

## Distribution
- Blanche Sweet : Leona Stafford
- Henry King : « Tubbs »
- Frank Leigh : le concierge
- Mayme Kelso : Mme Dale
- Thomas Jefferson : Harris
- Jay Belasco : lieutenant
- Jean Acker : Ethel
- Kid : le chien Toodles